# Elektrody błonkowe
Elektrody błonkowe (FE, ang. film electrodes) – jeden z typów elektrod stosowanych w elektrochemicznych metodach analitycznych, takich jak woltamperometria. Są to czujniki przygotowywane poprzez elektrochemiczne naniesienie filmu metalu takiego jak rtęć, bizmut, ołów, antymon itp. na powierzchnię elektrody stałej (nośnika), z roztworu elektrolitu podstawowego zawierającego dobrze rozpuszczalną jego sól. Etap depozycji filmu realizowany jest poprzez przyłożenie do elektrody pracującej potencjału odpowiadającego redukcji jonów danego metalu błonkotwórczego na powierzchni nośnika. Przygotowując błonkę metodą in situ, możliwe jest zastosowanie dodatkowego etapu elektrochemicznego oczyszczania elektrody przed kolejnym pomiarem. Realizuje się to poprzez przyłożenie dodatniego potencjału do elektrody w celu utlenienia warstwy metalu, a następnie ponownie przykłada się potencjał odpowiadający jego redukcji.

## Wybór nośnika
Rolę nośnika pełnią zwykle elektrody węglowe, gdyż wykazują wiele korzystnych cech, takich jak niski koszt, szeroki zakres potencjałów pracy, duża obojętność chemiczna, a także bardzo dobre właściwości przewodzące. Do przygotowania FE stosuje się także podłoża modyfikowane np. za pomocą nanorurek. W przypadku elektrod błonkowych bardzo ważne jest odpowiednie oczyszczenie powierzchni nośnika przed naniesieniem filmu. Z tego też powodu istotne jest, aby użyty materiał poddawał się stosunkowo łatwo obróbce polerskiej.

## Sposoby depozycji filmu na nośniku
Istnieją trzy główne sposoby przygotowania elektrod błonkowych, które są stosowane adekwatnie do warunków prowadzonej analizy:
1. in situ – film metalu nanoszony jest na nośnik w tym samym roztworze, w którym są prowadzone analizy. Sposób ten jest stosowany, kiedy nie istnieje ryzyko wytrącenia się nierozpuszczalnych soli/wodorotlenków danego metalu.
2. ex situ – polega na naniesieniu filmu metalu z roztworu innego niż elektrolit, w którym są prowadzone pomiary. Dzięki temu zostaje wyeliminowane ryzyko wtrącenia się jonów metalu błonkotwórczego, jednak możliwe jest utracenie części filmu podczas przenoszenia elektrody do właściwego elektrolitu. Sposób ten również uniemożliwia zastosowanie etapu elektrochemicznego odnowienia błonki przed pomiarem.
3. metoda kombinowana – stosowana jest, kiedy widoczny jest wyraźny spadek sygnałów otrzymywanych w czasie, co związane jest z degradacją błonki. Wtedy czujnik przygotowuje się w oddzielnym roztworze przed pomiarem, a następnie przenosi się go do elektrolitu, w którym są prowadzone pomiary. Elektrolit ten tak jak w przypadku metody in situ zawiera również jony danego metalu. Pomiędzy poszczególnymi pomiarami wykonuje się etap elektrochemicznego odnowienia błonki.